# Wacław Adamczyk (aktor)
Wacław Adamczyk (ur. 30 września 1990 w Katowicach) – polski aktor dziecięcy.
Wystąpił w filmie Pręgi Magdaleny Piekorz. Grał w nim 12-letniego Wojtka Winklera. Za tę rolę dostał nagrodę na Ogólnopolskim Festiwalu Sztuki Filmowej Prowincjonalia we Wrześni.

## Filmografia
- 2005: Na dobre i na złe jako Kamil Buczek
- 2004: Pręgi jako Wojtek Winkler
- 2012: Pierwsze słowo jako Kojot